# "Krusche i Ender" murstenshus
"Krusche i Ender" murstenshus (polsk Kamienica firmy ”Krusche i Ender“) ligger ved Piotrkowska-gaden 143 i Łódź. 
Murstenshuset blev bygget til det største firma i Pabianice – Krusche i Ender – i 1898 efter tegninger af Dawid Lande. Den fem etager høje bygning var oprindeligt i tre etager. Påbygningen fandt sted i årene 1923-1924. 
Bygningens facade præges af manieristiske og nygotiske former. I 1899 blev den pyntet udvendigt med vægmalerier, noget som er ret usædvanligt for arkitekturen i Łódź. Malerierne forestiller solsikker, egeblade og dyr. Over hovedindgangen findes også fantasifulde drager. Bygningen har desuden et tre etager højt karnap.
51°45′39.51″N 19°27′28.74″Ø / 51.7609750°N 19.4579833°Ø